# Fünf Zivilisierte Stämme

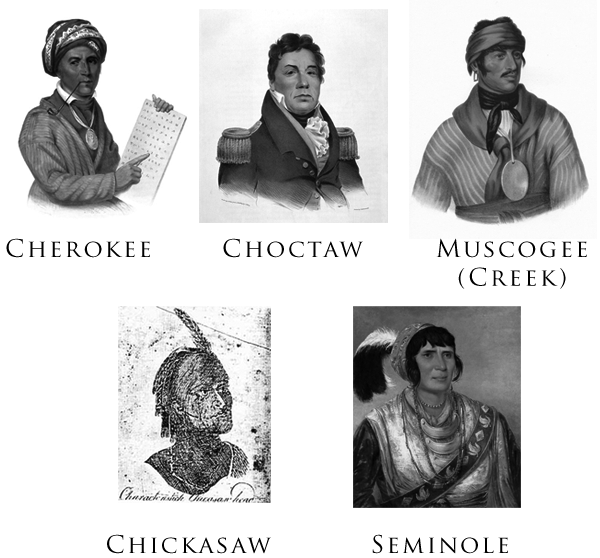
Porträts verschiedener Stammesangehöriger der fünf zivilisierten Nationen

Der Begriff der Fünf Zivilisierten Stämme (englisch Five Civilized Tribes) bezeichnet die fünf indianischen Nationen der Cherokee, Chickasaw, Choctaw, Muskogee und der Seminolen. Diese Stämme richteten um 1820 ein Regierungssystem mit Häuptling, Senat und Repräsentantenhaus nach dem Vorbild der USA ein. Die Mitglieder der Stämme versuchten, sich der Gesellschaft der europäischen Einwanderer anzupassen. Der Cherokee Sequoyah führte eine sich schnell verbreitende Schrift ein, es wurden christliche Missionare willkommen geheißen und auch der Besitz schwarzer Sklaven kam vor.
Die Stämme wurden nach dem 1830 erlassenen Indian Removal Act aus ihren angestammten Ländern östlich des Mississippi vertrieben und im Indianerterritorium (etwa der heutige US-Bundesstaat Oklahoma) angesiedelt. Diese Deportation ist als Pfad der Tränen bekannt. Der Sezessionskrieg entzweite diese Gesellschaften, weil keine Entscheidung getroffen werden konnte, welche Seite unterstützt werden sollte. Bei den Cherokee entbrannte sogar ein Bürgerkrieg innerhalb des eigenen Stammes. Die Chickasaw und Choctaw hingegen schlossen sich den Südstaaten an. Militärisch wurde ihr Gebiet durch die Konföderation kontrolliert. Dies schwächte die Position der Indianer gegenüber der Unionsregierung nach Kriegsende zusätzlich, ihre Verträge wurden neu verhandelt, was dazu führte, dass die ihnen zugeteilten Länder kleiner wurden und in der Mitte des heutigen Oklahoma die „Unassigned Lands“ entstanden.
Als die Stämme erneut umgesiedelt wurden, versprach ihnen die Regierung der USA, dass ihre Ländereien nicht von Weißen besiedelt werden sollten. Dennoch wurde von einigen Siedlern gegen diese Abmachungen verstoßen. 1889 wurde die westliche Hälfte des Landes endgültig durch die Regierung mit dem Oklahoma Land Run zur Besiedlung freigegeben. Nachdem das Projekt, die verbliebenen Indianergebiete in den Bundesstaat Sequoyah umzuwandeln, gescheitert war, wurden die Stammesgebiete 1907 mit dem (weißen) Oklahoma-Territorium zum Staat Oklahoma zusammengefasst. Damit endete die Hoheitsverwaltung der Stammesregierungen in ihren jeweiligen Territorien.